# Our Lady of the Sphere
Our Lady of the Sphere is een korte experimentele animatiefilm uit 1969 geregisseerd door Larry Jordan. De film is in 2010 in het National Film Registry opgenomen ter preservatie.